# 1936年ミラノ・トリエンナーレ
第6回ミラノ・トリエンナーレ (VI Triennal of Milan) は、1936年5月14日から10月31日までイタリアのミラノで開催されたトリエンナーレであり、博覧会国際事務局から認定された国際博覧会（特別博）である。テーマは前回同様、「Decorative industrial and modern Arts and modern architecture」。